# Милан Митровић
Милан Митровић (Прокупље, 2. јул 1988) је српски фудбалер, који игра на позицији штопера, а тренутно наступа за Раднички 1923 Крагујевац.

## Каријера
Митровић је прошао млађе категорије Земуна. Након омладинског стажа, за први тим Земуна је дебитовао у сезони 2006/07. Један период је провео и на позајмици у Милутинцу. Као стандардни првотимац Земуна, забележио је преко 100 првенствених, као и неколико наступа у Купу Србије. Лета 2010. године прелази у Рад, где је успешно наступао наредне две и по године. Одиграо је и четири утакмице у квалификацијама за Лигу Европе. Постигао је и два поготка у Суперлиги Србије : против Слободе у августу 2011. и против Новог Пазара у новембру 2012.
У децембру 2012. је отишао у Минск на потпис уговора са Динамом, али на крају ипак трансфер није реализован, јер руководство Динама није могло да испуни финансијска очекивања. Две недеље касније, Митровић је прешао у Турску и потписао уговор са Мерсином.
Након четири и по године у Турској, Митровић се крајем августа 2017. године вратио у српски фудбал и потписао трогодишњи уговор са Партизаном. На званичном представљању на стадиону Партизана, изабрао је дрес са бројем 30. Наступио је на пет од шест утакмица током групне фазе Лиге Европе у сезони 2017/18, када су противници Партизана били Динамо Кијев, Јанг бојс и Скендербег. Током такмичарске 2017/18. у Суперлиги Србије, на терен је излазио 17 пута. Са црно-белима је освојио Куп Србије, у којем је забележио два наступа. Постигао је и два гола за Партизан, а занимљиво да су оба дата његовим бившим клубовима, Земуну и Раду. Након једне сезоне је договорио споразумни раскид уговора са клубом.
Након одласка из Партизана, две сезоне је наступао за турског друголигаша Адану Демирспор. Током 2021. и 2022. године је носио дрес Левадије из Талина. У јануару 2023. се вратио у српски фудбал и потписао за  Раднички 1923 из Крагујевца.

## Трофеји
Партизан
- Куп Србије (1) : 2017/18.